# 韩金艳
韩金艳（1972年9月—），女，天津市人，中共党员。现任天津市卫生健康委员会党委委员、副主任，天津市疾病预防控制中心党委副书记、主任，天津市疾病预防控制局局长。

## 生平
2020年，担任天津市卫生健康委员会疾病预防控制处（食品安全标准与监测处）处长，一级调研员。2021年11月，任天津市疾病预防控制中心党委副书记、主任，兼任市卫生健康委员会副主任。2022年9月，加任天津市疾病预防控制局局长。